# 新川詔夫
新川 詔夫（にいかわ のりお、1942年5月8日 - 2022年4月4日）は、日本の医学者・医師。学位は、医学博士（北海道大学）。長崎大学名誉教授、元長崎大学原爆後障害医療研究所長、北海道医療大学元学長。北海道小樽市出身。
専門は、人類遺伝学・遺伝医学・ゲノム医学・細胞遺伝学・分子遺伝学・先天異常など。
遺伝医学の世界的権威。

## 来歴
1961年北海道札幌西高等学校卒業、次いで1967年北海道大学医学部を卒業。道内の総合病院でのインターン医師や小児科医師を経て、1970年、北海道大学理学部動物染色体研究施設研究生。1972年、スイス・ジュネーブ大学産婦人科胎生学・細胞遺伝学研究室助手。1976年、北海道大学医学部小児科学助手。1984年、長崎大学大学院医歯薬学総合研究科教授。多くの遺伝学者を育てた。1990年、同附属原爆後障害医療研究施設長・同先導生命科学研究支援センター遺伝子実験施設長。1990年、中国・湖南医科大学名誉教授。2004年、日本人類遺伝学会理事長。2007年、中国中南大学名誉教授、長崎大学定年退官、同名誉教授。北海道医療大学個体差健康科学研究所所長・教授。2008年、日本学術会議第21期22期連携会員。2010年、北海道医療大学学長に就任。2016年、北海道医療大学退職、同名誉教授。
2022年4月4日、多臓器不全のため死去。

## 研究
- 1981年に歌舞伎症候群を発見。2010年に同症候群の原因遺伝子（KMT2D）を同定。
- 2000年に遺伝病のカムラティ・エンゲルマン症候群の原因遺伝子（TGFB1）を同定。
- 2002年に遺伝病のソトス症候群の原因遺伝子（NSD1）を発見。
- 2004年に遺伝病のマルファン症候群の2型（ロイス・ディーツ症候群）の原因遺伝子（TGFBR2）を発見[7]。
- 2006年に耳垢のタイプが乾性・湿性の2種類に分かれるのはABCC11遺伝子の塩基配列のたった1つの違い（SNIP）に拠ることを発見[7]。

## 受賞歴
- 第2回高桑栄松賞（1982年）
- 日本生化学会JB論文賞（1993年）[4]
- 文部科学大臣表彰「科学技術賞・研究部門」（2006年）
- 日本人類遺伝学会賞（2008年）[8]
- 東日本学園理事長賞（2009年）
- 北海道大学医学研究科特別賞（2021年）

## 著書
- 『遺伝医学の招待』共著　南江堂　1990.5初版/2014.11改訂第5版
- 『先天奇形症候群アトラス』共編　南江堂　1990.11初版/1993.2増補
- 『ひとの生命の始まり：ヒト初期発生の分子生物学（分子医学科シリーズ）』編著　メジカルビュー社　1996.5初版/2003.8改訂第2版
- 『遺伝カウンセリングマニュアル』共著　南江堂　1996.2初版/2003.8改訂第2版　1996.2初版/2011,11
- 『新・先天奇形症候群アトラス』共編　南江堂　1998.11初版/2015.8改訂第2版
- 『カラーカラー図解　基礎から疾患までわかる遺伝学』共編　メディカルサイエンスインターナショナル　2009.3初版